# Jolimont (metropolitana di Tolosa)
Jolimont è una fermata della metropolitana di Tolosa a servizio dell'omonimo quartiere nord-orientale della città.
Inaugurata il 26 giugno 1993. È dotata di banchina a dodici porte idonea al servizio di treni composti da quattro vetture.
Fu la stazione di testa della linea A fino al prolungamento nel 2003 al nuovo capolinea Balma - Gramont.

## Architettura
Nell'atrio della fermata si trova un'installazione artistica realizzata da Jean-Louis Garnell: essa consiste nell'animazione di erker vitrei di forme aleatorie e colorate.

## Servizi
- Biglietteria automatica
- Scale mobili